# Производный спрос
Производный спрос — спрос на производственные ресурсы (факторы производства), определяемый спросом на товары, для производства которых эти ресурсы используются.
Если говорить обобщённо, производный спрос (derived demand) на ресурс, который предназначен для производства других ресурсов. Причём данный спрос имеет производственный характер, то есть удовлетворяет потребности не непосредственно, а опосредованно, через производство товаров и услуг. Отсюда следует, что спрос на ресурс зависит не только от его производительности, но и от цены товара, произведённого с помощью этого ресурса. Спрос на ресурс со стороны производителя сохраняется до тех пор, пока каждая его дополнительная единица способствует общему приросту дохода, то есть данный прирост больше издержек производства. Производственный спрос возрастает тогда, когда повышается производительность ресурса и цена произведённого с его помощью товара.
Спрос на факторы производства является взаимозависимым. Фирма, предъявляя спрос на факторы, сталкивается с необходимостью решения следующих задач:
- оптимальное сочетание факторов производства;
- минимизация издержек при каждом заданном объёме производства;
- определение объёма производства, максимизирующего величину прибыли.